# Сірак'юс
Сірак'ю́с, також Сіракузи (у діаспорних виданнях Сиракюзи; англ. Syracuse) — місто в США, в окрузі Онондага в центральній частині штату Нью-Йорк. Населення — 148 620 осіб (2020).

## Походження назви
Первісне поселення було конгломератом декількох невеликих сіл, поки уряд Сполучених Штатів Америки не вирішив створити в ньому поштове відділення. Однак створення пошти затягнулося, оскільки населений пункт не мав назви. Запропоновану назву, село Корінт, не затвердили, оскільки така назва вже була в окрузі Саратога, у штаті Нью-Йорк. Поштма́йстер Джон Вілкінсон (1798—1862) прочитав поетичний опис поселення і побачив, що воно подібне до опису Сиракузи на Сицилії, де було також озеро із солоними джерелами. Тому 4 лютого 1820 року він запропонував назвати поселення — Сиракуза (американська вимова Сірак'юс).

## Населення

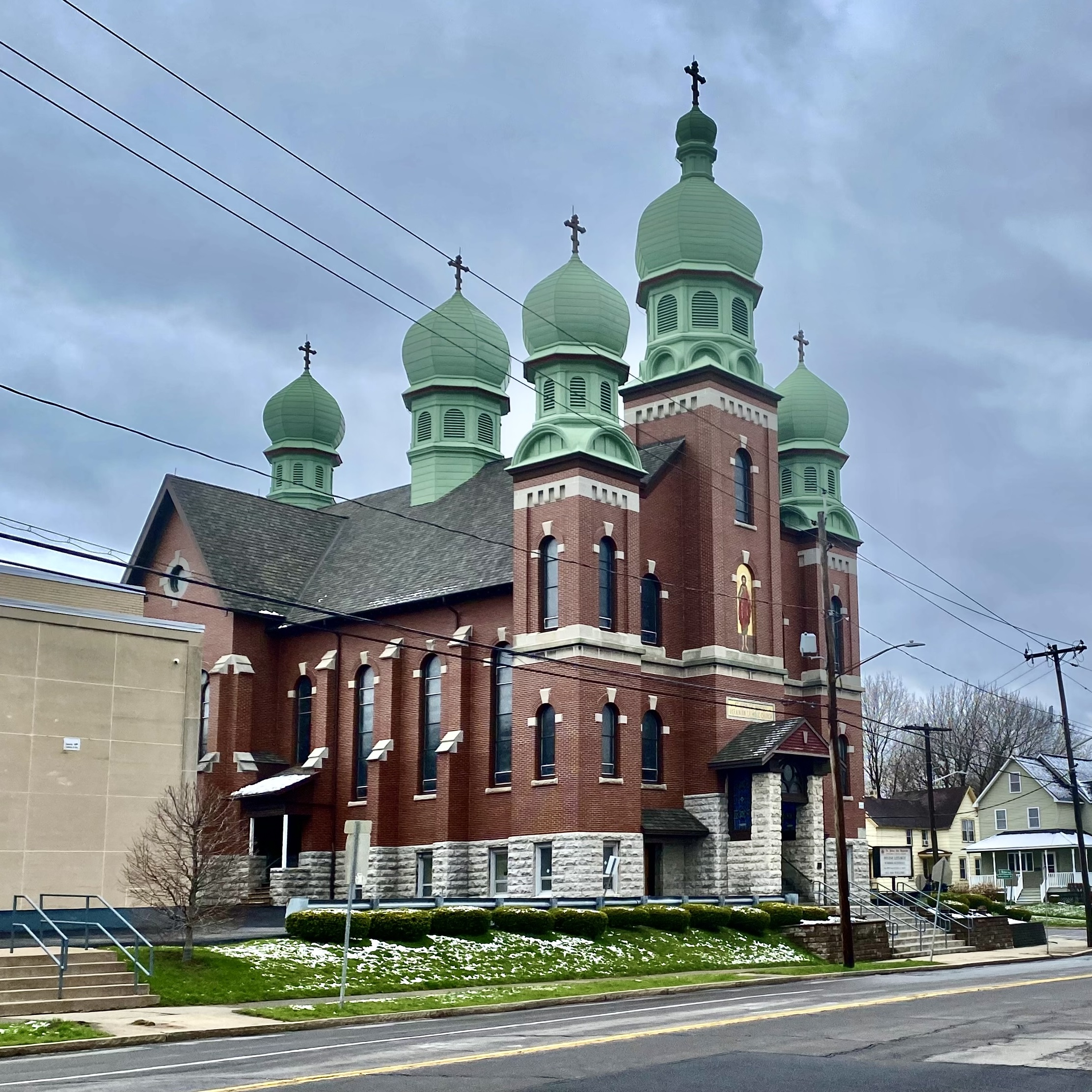
Українська католицька церква Св. Івана Хрестителя

У Сірак'юс живе приблизно 15 000 (у 1930-х pp. — 4000) українців, предки яких прибули сюди зі східної Лемківщини у 1880-х роках.
Українська греко-католицька парафія заснована в 1900 році, Українська православна — 1950 року. При парафіях існують цілоденні або доповнювальні українські школи; низка українських організацій; при Сірак'юському університеті є українська студентська громада.
2005 року українські емігранти заснували спортивний клуб «Україна».
У місті діє Міжнародний інститут дослідження видів.

## Географія

Мапа Сірак'юс

Сірак'юс розташований за координатами 43°2′28″ пн. ш. 76°8′37″ зх. д. / 43.04111° пн. ш. 76.14361° зх. д. (43.040998, -76.143554). За даними Бюро перепису населення США в 2010 році місто мало площу 66,33 км², з яких 64,86 км² — суходіл та 1,46 км² — водойми.

### Клімат
| Клімат : Сірак'юс                                    | Клімат : Сірак'юс | Клімат : Сірак'юс | Клімат : Сірак'юс | Клімат : Сірак'юс | Клімат : Сірак'юс | Клімат : Сірак'юс | Клімат : Сірак'юс | Клімат : Сірак'юс | Клімат : Сірак'юс | Клімат : Сірак'юс | Клімат : Сірак'юс | Клімат : Сірак'юс | Клімат : Сірак'юс |
| Показник                                             | Січ.              | Лют.              | Бер.              | Квіт.             | Трав.             | Черв.             | Лип.              | Серп.             | Вер.              | Жовт.             | Лист.             | Груд.             | Рік               |
| Абсолютний максимум, °C                              | 21,1              | 23,9              | 30,6              | 33,3              | 35,6              | 37,8              | 38,9              | 38,3              | 36,7              | 31,1              | 27,2              | 22,2              | 38,9              |
| Середній максимум, °C                                | −0,3              | 1,2               | 6,2               | 14,0              | 20,4              | 25,3              | 27,6              | 26,7              | 22,3              | 15,6              | 9,1               | 2,4               | 14,3              |
| Середній мінімум, °C                                 | −9,1              | −8                | −3,8              | 2,6               | 8,0               | 13,3              | 16,1              | 15,3              | 11,1              | 5,1               | 0,4               | −5,3              | 3,9               |
| Абсолютний мінімум, °C                               | −32,2             | −32,2             | −26,7             | −13,9             | −3,9              | 1,1               | 6,7               | 3,3               | −3,9              | −7,8              | −18,3             | −32,2             | −32,2             |
| Середня кількість сонячних годин на місяць           | 102,8             | 116,7             | 172,5             | 204,4             | 243,1             | 260,6             | 289,3             | 247,1             | 193,0             | 144,3             | 76,7              | 69,0              | 2119              |
| Норма опадів, мм                                     | 64                | 53                | 75                | 81                | 82                | 84                | 96                | 91                | 94                | 87                | 90                | 82                | 977               |
| Днів з опадами                                       | 19,1              | 16,0              | 15,8              | 14,0              | 12,9              | 12,1              | 11,3              | 10,8              | 12,1              | 14,2              | 16,7              | 18,6              | 173,6             |
| Днів зі снігом                                       | 18,4              | 14,4              | 9,9               | 2,6               | 0,1               | 0                 | 0                 | 0                 | 0                 | 0,5               | 5,8               | 14,7              | 66,4              |
| Вологість повітря, %                                 | 73.2              | 72.3              | 69.6              | 65.2              | 67.1              | 69.9              | 70.5              | 74.9              | 76.4              | 74.3              | 75.4              | 76.8              | 72.1              |
| ---------------------------------------------------- | ----------------- | ----------------- | ----------------- | ----------------- | ----------------- | ----------------- | ----------------- | ----------------- | ----------------- | ----------------- | ----------------- | ----------------- | ----------------- |
| Джерело: NOAA (relative humidity and sun 1961–1990), |                   |                   |                   |                   |                   |                   |                   |                   |                   |                   |                   |                   |                   |

## Демографія
Згідно з переписом 2010 року, у місті мешкало 145 170 осіб у 57 355 домогосподарствах у складі 28 455 родин. Густота населення становила 2189 осіб/км². Було 64356 помешкань (970/км²).
Расовий склад населення:
| - 56,0 % — білих - 29,5 % — чорних або афроамериканців - 5,5 % — азіатів - 1,1 % — корінних американців - 2,7 % — осіб інших рас |

До двох чи більше рас належало 5,1 %. Частка іспаномовних становила 8,3 % від усіх жителів.
За віковим діапазоном населення розподілялося таким чином: 23,0 % — особи молодші 18 років, 66,4 % — особи у віці 18—64 років, 10,6 % — особи у віці 65 років та старші. Медіана віку мешканця становила 29,6 року. На 100 осіб жіночої статі у місті припадало 91,0 чоловіків; на 100 жінок у віці від 18 років та старших — 87,9 особи також старших 18 років.
Середній дохід на одне домашнє господарство становив 47 578 доларів США (медіана — 31 881), а середній дохід на одну сім'ю — 56 682 долари (медіана — 40 369). Медіана доходів становила 40 189 доларів для чоловіків та 35 164 долари для жінок. За межею бідності перебувало 34,8 % осіб, у тому числі 49,6 % дітей у віці до 18 років та 16,7 % осіб у віці 65 років та старших.
Цивільне працевлаштоване населення становило 57 313 осіб. Основні галузі зайнятості: освіта, охорона здоров'я та соціальна допомога — 35,3 %, роздрібна торгівля — 11,7 %, мистецтво, розваги та відпочинок — 11,7 %.

## Відомі особистості

### Народились
- Марк Ломбарді (1951—2000) — американський неоконцептуальний митець.
- Борис (Ґудзяк) (*1960) — президент Українського католицького університету, митрополит Української греко-католицької церкви.
- Том Круз (*1962) — американський кіноактор, кінорежисер, продюсер, сценарист.
- Джон Катко (*1962) — американський політик.
- Мегін Келлі (*1962) — американська журналістка, телеведуча, юрист.
- Френк Вейлі (*1963) — американський актор.
- Джей Ліч (*1979) — американський хокеїст.

### Померли
- Павелко Віктор Гаврилович — український політик, один із лідерів військового руху в УНР, соратник Миколи Міхновського.

## Галерея

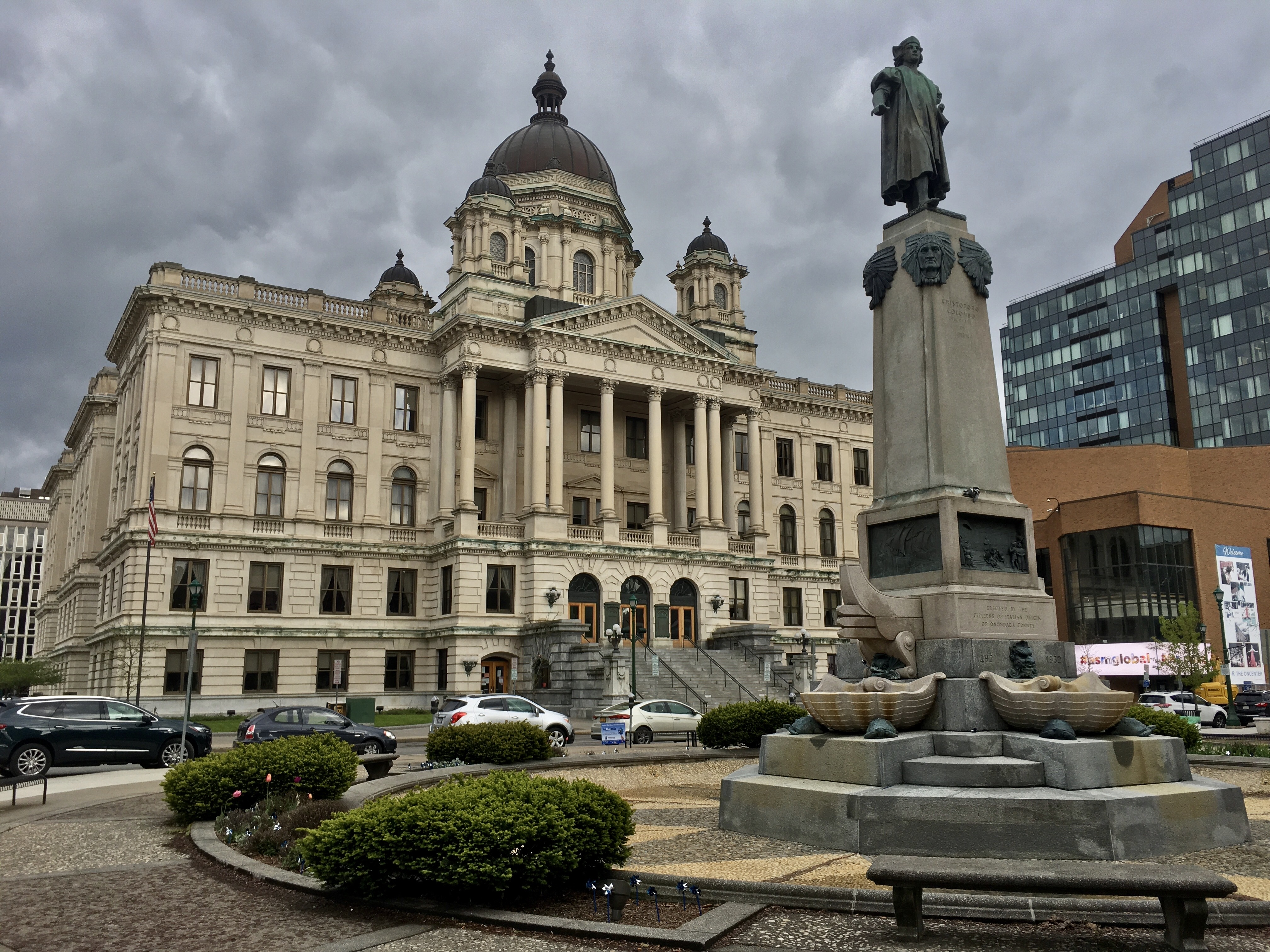
Площа Колумба
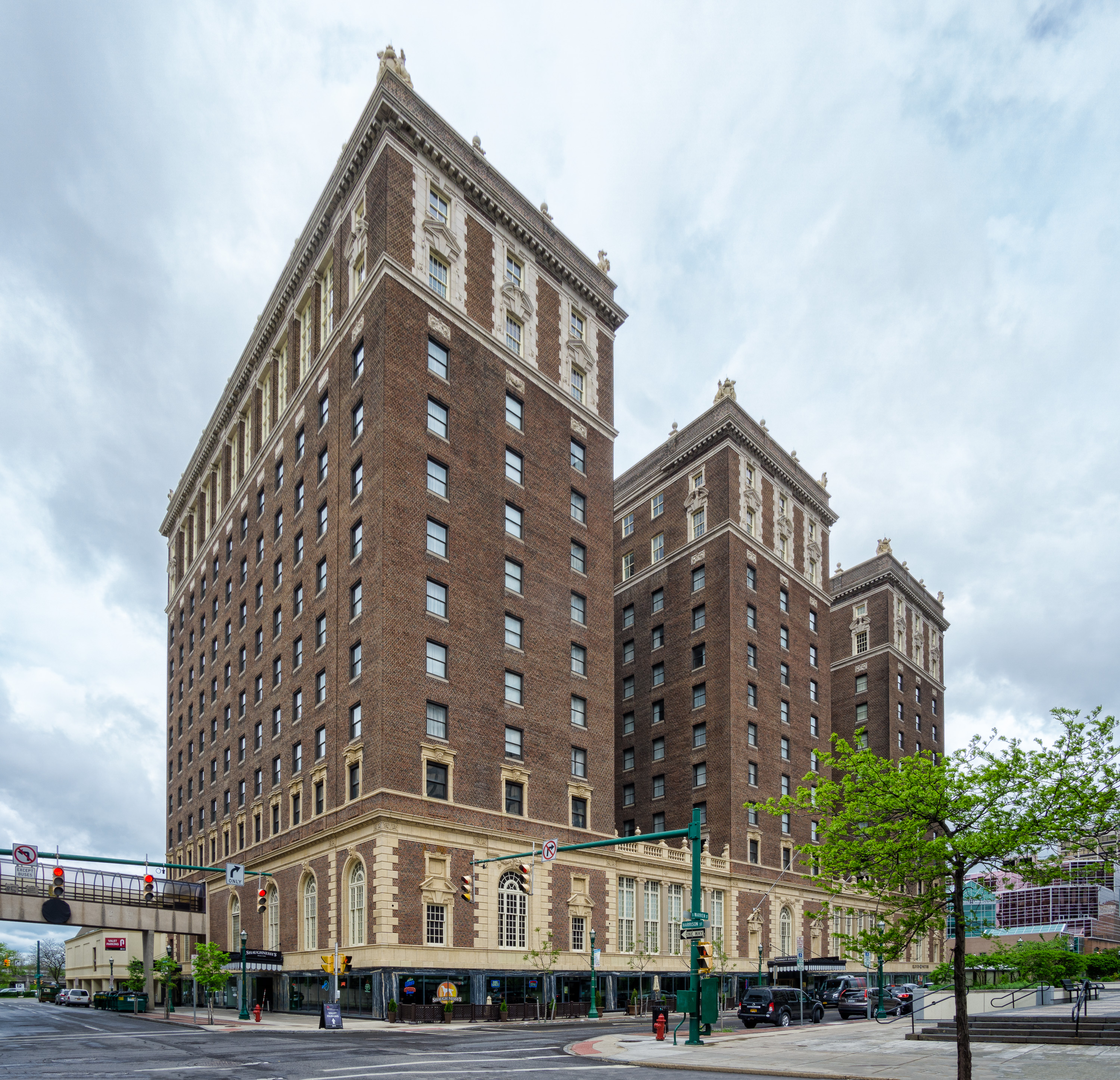
Готель «Syracuse Downtown»
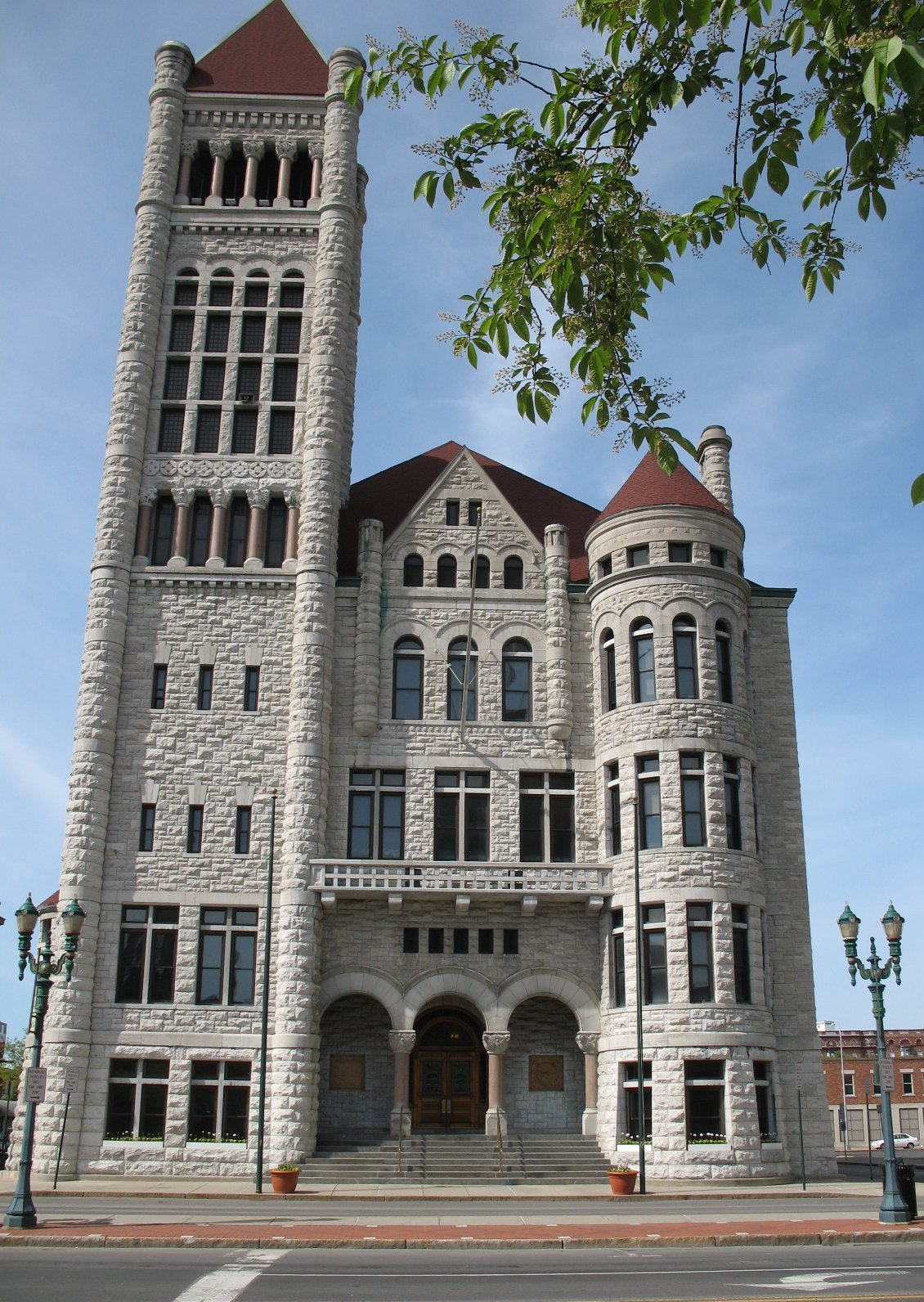
Мерія
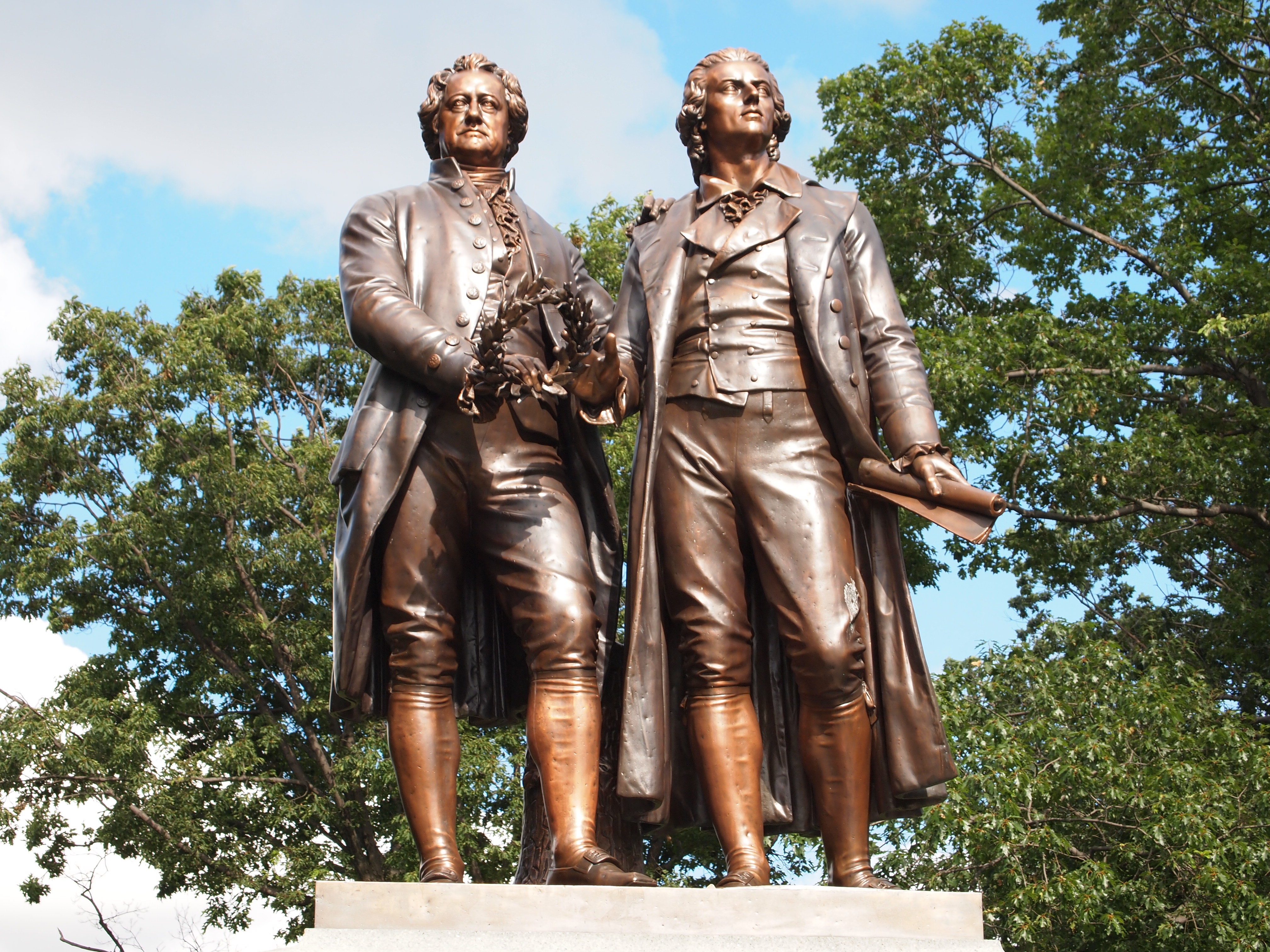
Пам'ятник Гете і Шиллеру